# 赵钟奇
赵钟奇（1878年6月24日—1970年8月26日），字毓衡，雲南省趙州人，政治人物。

## 生平
日本陸軍士官學校第七期畢業。歷任護國軍第三軍第一梯團梯團長、四川督軍公署參謀長、滇軍總司令部參謀長、雲南鹽運使、雲南省臨時參議會副議長、國民大會代表。
中华人民共和国成立后，任云南省人民政府委员、云南省民委副主任。1954年，当选第一届全国人民代表大会代表。1964年任云南省政协副主席。